# Сент-Марі-д'Атте
Сент-Марі-д'Атте (фр. Sainte-Marie-d'Attez) — муніципалітет у Франції, у регіоні Верхня Нормандія, департамент Ер. Сент-Марі-д'Атте утворено 1 січня 2016 року шляхом злиття муніципалітетів Дам-Марі, Сен-Нікола-д'Атте i Сент-Уан-д'Атте. Адміністративним центром муніципалітету є Сент-Уан-д'Атте. Населення — 585 осіб (01.01.2021).